# Gouvernement de l'Assam
Le gouvernement de l'État d'Assam est un gouvernement local de la république indienne. Tandis que l'État est présidé par un gouverneur nommé par le gouvernement indien, le gouvernement est dirigé par un premier ministre (Chief Minister en anglais), chef de la majorité de la chambre monocamérale de l'Assemblée de l'Assam. Le gouvernement est assisté par un conseil des ministres qu'il choisit. Le nombre de ministres est limité.